# Vida de Jesucrist
La Vida de Jesucrist (en français : « Vie de Jésus-Christ ») est un livre peut-être écrit entre 1399 et 1406, encore que l'éminent studieux Albert Hauf l'ait daté le 23 juin 1403, par Francesc Eiximenis en catalan à Valence. Cette œuvre était dédiée à Pere d'Artés, chancelier de l'Échiquier de la Couronne d'Aragon, auquel Eiximenis avait dédié déjà le Llibre dels àngels (« Livre des anges »).
Pere d'Artés encourage même Eiximenis à écrire le livre en catalan plutôt qu'en latin, comme il semble qu'Eiximenis voulait au début, d'après ce qu'Eiximenis indique au chapitre sixième du prologue.

## Structure et contenu
L’œuvre a six-cent quatre-vingt-onze chapitres, divisés en dix traités ou parts. En plus, le dernier traité est subdivisé en outre sept subtraités.
Le livre appartient au genre des Vitae Christi (vies de Jésus-Christ) médiévaux, desquels le meilleur exemple est la Vita Christi de Ludolphe le Chartreux. Ces œuvres ne sont pas seulement une biographie, comme on entend aujourd'hui, mais au même temps, une histoire, un commentaire pris des Pères de l'Église, une série de dissertations dogmatiques et morales, des instructions spirituelles, des méditations et prières en relation avec la vie de Christ, dès sa naissance jusqu'à l'ascension. En cette œuvre d'Eiximenis on doit ajouter aussi sa complète formation scolastique et même, peut-être seulement en cette œuvre, des influences de sources qu'on peut qualifier d'hétérodoxes, comme les Apocryphes bibliques.

### Volumes non écrits de Le Chrétien
Comme dans le Llibre de les dones et d'autres œuvres, on peut trouver en cette œuvres plusieurs parties et sujets que pourraient correspondre à des volumes non écrits de Le Chrétien. L'œuvre en sa totalité pourrait correspondre au Novè (neuvième volume) de Le Chrétien, qui devait traiter de l'Incarnation. Néanmoins, le contenu est plus divers et de cette façon, le troisième traité s'occupe de l’incarnation. Le premier traité s'occupe de la prédestination, de laquelle le Quart (quart volume) de Le Chrétien devrait avoir parlé. En ce même volume de Le Chrétien il avait l'intention d’approfondir sur les sept béatitudes, desquelles s'occupe le septième traité. Le livre expose aussi en détail deux sacrements, comme le baptême, sur le baptême de Christ par saint Jean le Baptiste, et l’eucharistie, sur la Cène, et on doit rappeler que sur les sacrements le Desè de Le Chrétien devrait avoir traité. Le dixième traité de cette œuvre, enfin, revient aux sujets apocalyptiques et eschatologiques, sur lesquelles le Tretzè de Le Chrétien devrait avoir traité.

### Style et influences
Cette œuvre montre très bien la tendance contemplative que caractérise les dernières œuvres d’Eiximenis. Comme le prologue dit, son propos est escalfar (chauffer) les croyants en l’amour de Christ et sa dévotion. D’un autre côté, dans ce livre on peut percevoir aussi la dévotion mariale si typique de l’école franciscaine, puisqu'à la Vierge, à la Gloriosa (Glorieuse), comme il l'appelle, beaucoup de chapitres y sont dédiés et sans exagérer on peut dire qu'elle a presque le même protagoniste que Christ même. Cette œuvre pourrait être incluse dans la tradition des Meditationes Vitae Christi (Méditations sur la vie de Jésus-Christ) du pseudo-Bonaventure. Ce livre a aussi influence de l’œuvre du franciscain italien Ubertin de Casale.

## Traductions
De cette œuvre on fit des traductions en espagnol et en français.
Cette traduction en langue espagnole (de laquelle manquent, comme nous avons déjà dit, les deux derniers traités) s'édita en édition incunable le 30 avril 1496, par les imprimeurs allemands Meinard Ungut et Johannes Pegnitzer (aussi nommé Jean de Nuremberg), et est la seule édition que nous avons aujourd'hui. Cependant Albert Hauf, transcrivit les cinq premiers traités, et il les ajouta comme annexe à sa thèse de doctorat, bien que cette transcription ne soit pas publiée.
Ainsi donc, nous ne disposons d'aucune édition moderne de cette importante œuvre.

## Postérité
L'influence de cette œuvre s'étend en plus à d'autres milieux. De cette façon, comme Josep Romeu i Figueras a montré, le mystère sur l'assomption de la cathédrale de Valence (qui peut dater d'environ l’an 1425) s'inspire directement en cette œuvre d'Eiximenis.

## Éditions numériques

### Manuscrits
- Édition à la Biblioteca Virtual Joan Lluís Vives (Bibliothèque virtuelle Joan Lluís Vives) des manuscrits 459 et 460 de la Bibliothèque de la Catalogne[7].
- Édition dans les œuvres complètes en ligne de Francesc Eiximenis du manuscrit 209 de la bibliothèque universitaire de Valence[8].

### Incunables
- Édition à la Biblioteca Digital Hispánica (Bibliothèque Digitale Hispanique) de l'édition incunable de la traduction à l'espagnol imprimée par Meinard Ungut et Johannes Pegnitzer (Granada, 30 avril 1496)[9].

### LaVida de Jesucristdans les œuvres complètes en ligne
- Œuvres complètes de Francesc Eiximenis (en catalan et en latin).